# Nuestro Argentina
 (mai 2021).
Si vous disposez d'ouvrages ou d'articles de référence ou si vous connaissez des sites web de qualité traitant du thème abordé ici, merci de compléter l'article en donnant les références utiles à sa vérifiabilité et en les liant à la section « Notes et références ».
 (mai 2021).
Nuestro est le nom commercial du service téléphonie mobile fourni par la Fédération des coopératives du service téléphonique de la zone sud limitée (FECOSUR), qui opère sous ce nom en tant qu'opérateur mobile virtuel en  République argentine. C'était le seul opérateur mobile virtuel en Argentine jusqu'au lancement de Quam en novembre 2013.
Le service a été lancé en août 2010 sur le réseau  Telecom Personal, Villa Gesell étant la première ville où il a été commercialisé.
Le service a été interrompu et on n'a plus rien entendu de lui. Sa page était en "Page en construction" pendant plus d'un an.[Quand ?]